# تريفور آرنوت
تريفور آرنوت (بالإنجليزية: Trevor Arnott)‏ (16 فبراير 1902 في المملكة المتحدة - 2 فبراير 1975 في المملكة المتحدة) هو لاعب كريكت بريطاني. شارك مع فريق ويلز الوطني للكريكيت ‏. أما مع النوادي، فقد لعب مع نادي مقاطعة غلاموركن للكريكت ‏ ونادي مارليبون للكريكت ‏ وMonmouthshire County Cricket Club ‏.

## وصلات خارجية
- تريفور آرنوت على موقع إي آس بي آن كريك إنفو (الإنجليزية)